# Дорфштеттен
Дорфштеттен (нем. Dorfstetten) — коммуна (нем. Gemeinde) в Австрии, в федеральной земле Нижняя Австрия. 
Входит в состав округа Мельк.  Население составляет 616 человек (на 31 декабря 2007 года). Занимает площадь 33,09 км². Официальный код  —  31506.

## Политическая ситуация
Бургомистр коммуны — Алойс Фукс (АНП) по результатам выборов 2010 года.
Совет представителей коммуны (нем. Gemeinderat) состоит из 15 мест.
- Местный список BL (Bürgerliste Dorfstetten) занимает 12 мест.
- СДПА занимает 3 места.